# Neder
Nell'Ebraismo neder (נדר, plurale: nedarim) è una dichiarazione, usando il Nome di Dio, dell'accettazione di un proprio impegno (fatto per se stessi), ove si afferma che tale impegno deve essere realizzato con la stessa importanza di una halakha (legge ebraica). Il neder può essere quello di realizzare un atto in futuro (una volta sola o periodicamente) o di astenersi da un particolare tipo di attività scelto dalla persona. Il concetto di neder e la relativa legge ebraica vengono descritti all'inizio della parasha di Matot.
La parola neder viene spesso tradotta in italiano e altre lingue con voto, ma tale traduzione è inesatta: un neder non è un voto né un giuramento (che in ebraico si chiama "shevuah"). La semplice enunciazione di un voto non è considerato giuramento. Non esiste in italiano una parola che possa descrivere precisamente il neder. Il sostantivo "neder" viene citato 33 volte nel Pentateuco, 19 delle quali si trovano nel Libro dei Numeri.
L'Ebraismo reputa la potenza del discorso come molto forte, influente ed importante. È il discorso che distingue gli esseri umani dagli animali, e ha il potere realizzare molto, per il meglio o per il peggio. A causa della forza di un neder, e per il fatto che deve assolutamente adempiuto una volta espresso, molti ebrei devoti si impegnano nella pratica di dire "b'li neder" dopo un impegno di fare qualcosa, il che significa che la loro dichiarazione non è un neder vincolante nel caso essi non possano adempiere tale loro impegno a causa di circostanze impreviste.
Il modo più comune di fare un neder è mediante l'enunciazione verbale. Tuttavia secondo alcune opinioni, il compimento di un atto per tre volte consecutive è simile ad un neder.

## Ragioni delnedarim
Gli ebrei tradizionalmente hanno fatto nedarim per una serie di motivi (alcuni dei quali sono citati qui di seguito, per una maggiore illustrazione).

### Pietà
Alcuni nedarim sono fatti per vicinanza a Dio e per dedizione personale. Il neder è un modo per prendere un impegno con la Torah ed osservare le mitzvot, e la propria religione. Ad esempio, è comune per uno Zaddiq, che sia ad un livello molto elevato di pratica della Torah, impostare nuove proponimenti di vita.

### Gratitudine
I nedarim sono a volte fatti per gratitudine verso Dio, quando si è stati beneficiari di una qualche forma di favore dalla mano di Dio, come per es. un miracolo – uno la cui vita è stata salvata potrebbe impegnarsi con un nuovo neder in gratitudine verso Dio.

### Miglioramento personale
Colui che vuole migliorare se stesso, potrebbe impegnarsi con un neder al fine di migliorare il proprio comportamento e la propria vita.

### Nei momenti del bisogno
Alcuni ebrei in momenti di disperazione hanno fatto nedarim nella speranza che Dio risponda alle loro preghiere in cambio dell'impegno preso. In sostanza,  "contrattano" con Dio per avere una risposta ai loro bisogni. Ad esempio, una donna che non è in grado avere bambini potrebbe impegnarsi in neder facendo una certa quantità di carità se lei venisse benedetta con bambini.

### Ilnedernazireo

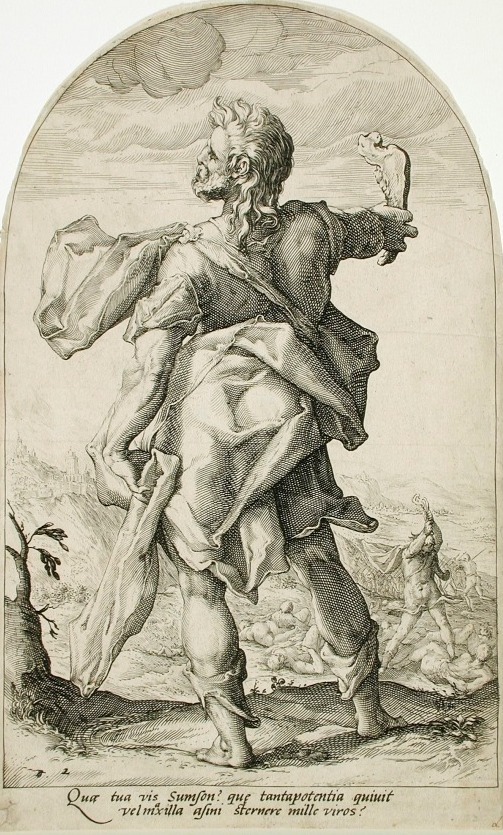
Sansone aveva fatto il neder del Nazireato

Un tipo comune di neder è quello del nazireo. Il neder del Nazireato può essere fatto per un periodo di tempo o talvolta per tutta la vita, per uno dei motivi sopra descritti. Il nazireo deve impegnarsi a non consumare alcolici e prodotti dell'uva, non tagliarsi i capelli o esporsi a cadaveri, incluse le salme dei propri parenti stretti.

## Annullamento
Generalmente un neder è così forte che non può essere annullato, e trasgredirlo costituisce un aveira (peccato). Per questo motivo, è meglio non fare per niente un neder, piuttosto che farlo e poi trasgredirlo. Tuttavia ci sono occasioni in cui la Halakhah permette di annullare un neder.
Il neder può essere annullato dal Beth Din (tribunale di Legge ebraica, composto almeno da tre uomini adulti), o anche da un Talmud chacham (studioso della Torah). In entrambi i casi si deve chiedere alla persona che ha fatto il neder la ragione per cui desidera annullarlo.

### Nedarimper donne
Un neder pronunciato da una donna può essere annullato da un uomo. Se una ragazza minore di 12 anni pronuncia un neder, il padre ha il potere di annullamento. Un neder fatto da una donna sposata può essere invalidato da suo marito.
Il fatto che un neder preso da una donna possa essere invalidato così facilmente da un uomo è stato criticato da alcune femministe contemporanee, sebbene altre lo vedano come una cortesia dell'Ebraismo verso le donne. Nel matrimonio, è un mezzo per mantenere armonia tra i coniugi, obbligando le donne a discutere di un neder con il proprio marito prima di impegnarsi.

### Festività ebraiche
Tradizionalmente, nel periodo delle Grandi Festività, tutti i nederim sono annullati per liberare tutte le persone dalle responsabilità nel caso non fossero in grado di rispettare gli impegni votivi. Vengono annullati prima nella vigilia di Rosh haShanah e poi con la recitazione di Kol Nidre all'inizio di Yom Kippur.
La pratica comune è che gruppi di persone, come per esempio i membri di famiglia o un minian, chiedano l'annullamento tutti insieme. Tuttavia chi non è in grado di farlo, può contare sulla preghiera Kol Nidre della comunità, che viene recitata a nome di tutti gli ebrei.
Mediante l'annullamento delle Grandi Festività si possono invalidare i seguenti nedarim:
- Una pratica al di là dei comandamenti della Torah in cui l'intenzione era quella di osservare il neder a tempo indeterminato
- Una pratica che è stata eseguita per tre volte consecutive
- Un neder per fare tzedaka.

Tutti i nedarim che si annullano, devono essere quelli di cui non ci si ricorda di aver fatto. Se ci si ricorda di aver fatto un dato neder, deve recitarlo davanti ad almeno tre uomini adulti che hanno familiarità con le leggi dello specifico tipo di neder.